# Erbbegräbnis der Familie von Stein-Liebenstein zu Barchfeld

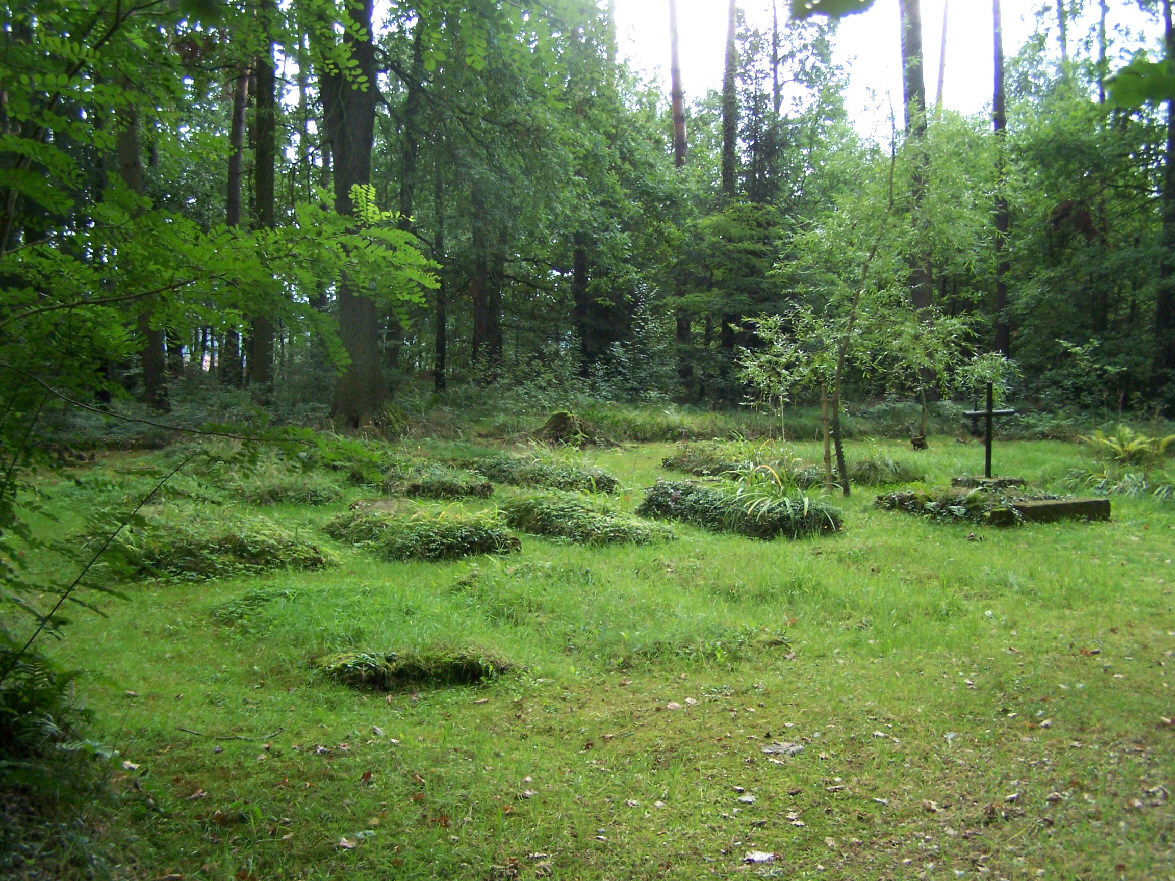
Gesamtansicht des Erbfriedhofs (2007)

Das Erbbegräbnis der Familie von Stein-Liebenstein zu Barchfeld ist ein privater Familienfriedhof, der sich in einem Wäldchen, etwa drei Kilometer Luftlinie östlich der Ortslage von Barchfeld im Wartburgkreis, „über dem Steinmetzenberge“ (Flurname nach der Katasterführungskarte) befindet. Der Zugang erfolgt von Norden über den benachbarten Weiler Raboldsgrube oder von Osten über den Weiler Sorga.

## Geschichte
Der Familienfriedhof der Freiherren von Stein-Liebenstein zu Barchfeld wurde 1835 angelegt, nachdem die von Stein nicht mehr in ihrer Gruft in der Kirche zu Barchfeld beigesetzt werden durften, und bis in die 1930er Jahre genutzt und gepflegt.
Der Friedhof hat eine quadratische Grundfläche von etwa 20 × 20 m. Er befindet sich auf der höchsten Erhebung der sogenannten Steinschen Heide, einer ca. 31 ha großen Waldfläche, die bis 1944 zum allodialen Fideikommiss der Familie in Barchfeld gehörte. Der Friedhof wurde im Zuge der Durchführung der Bodenreform 1945/1946 erheblich beschädigt. Eine Enteignungsbestätigung seitens der Sowjetischen Militäradministration existiert nicht, eine Duldung seitens des deutschen Staates muss angenommen werden, eine ordentliche Entwidmung erfolgte deshalb nicht. Ohne Aufsicht und Pflege wurde der Friedhof in den Folgejahren ein Opfer von Vandalismus und Vernachlässigung. Einfriedung und Tor wurden gestohlen, das gusseiserne Kreuz des Stifters Christian von Stein auf einem dreistufigen Postament in der Friedhofsmitte von Traktoristen der örtlichen LPG umgerissen und im Wald liegengelassen.
Der zum Friedhof führende Weg wurde nach der Wende 1989 von Verwandten der Familie Stein begehbar gemacht und der verwilderte Ort wieder in einen relativ würdevollen Zustand gebracht. Ein Grab konnte mit Namen versehen werden, und ein in der Mitte errichtetes hölzernes Kreuz zeigt den Friedhof wieder als Bestattungsort an. Vor dem Krieg bestand das Inventar überwiegend aus noch vorhandenen Liegesteinen mit weißen Marmorplatten und vergoldeter Beschriftung. Zwei Grabkreuze hatten Porzellanplaketten. Eine Grabplatte ist aus schwarzem Marmor, eine Grabplatte aus schwarzem Schiefer.

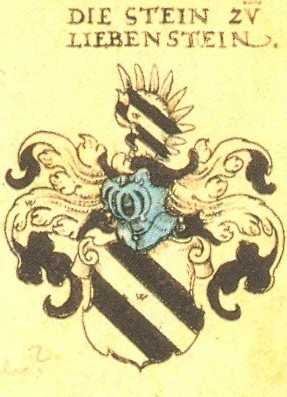
Das Familienwappen
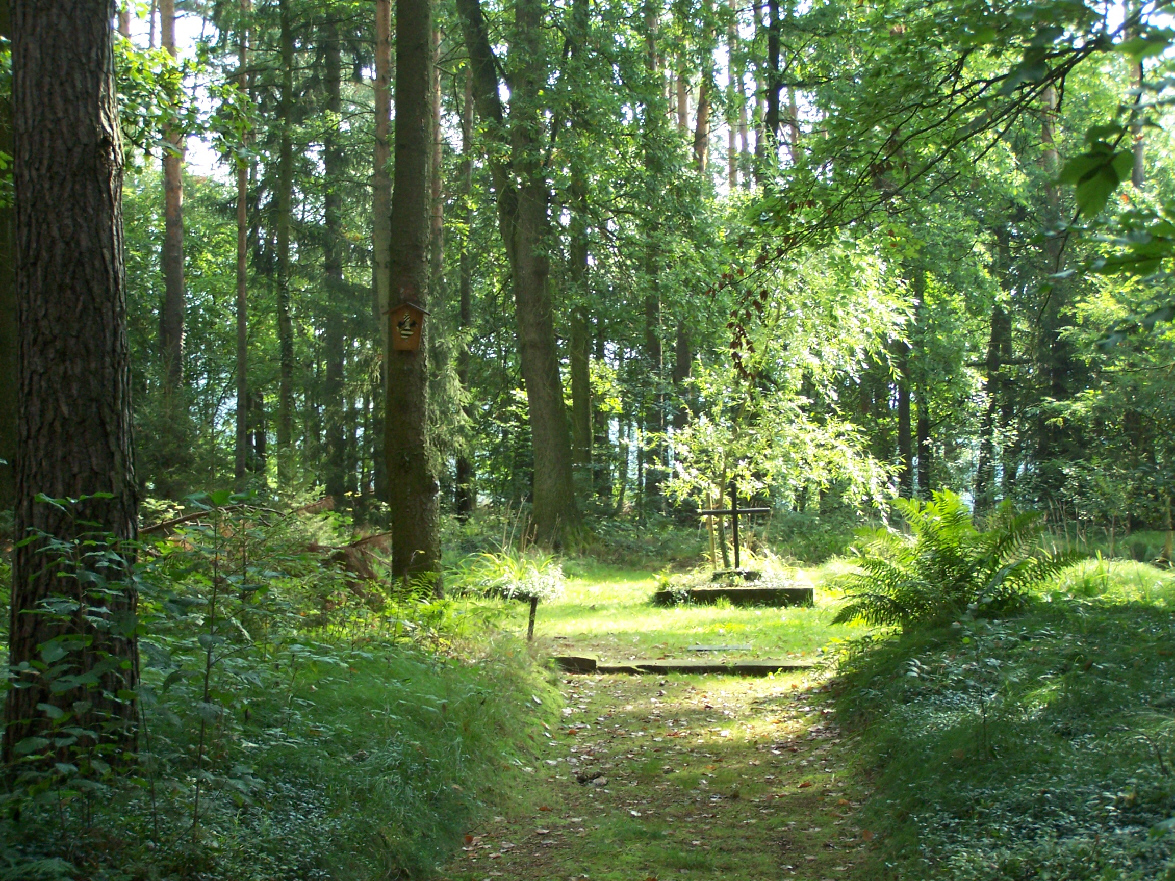
Am Eingang zum Erbfriedhof (2007)
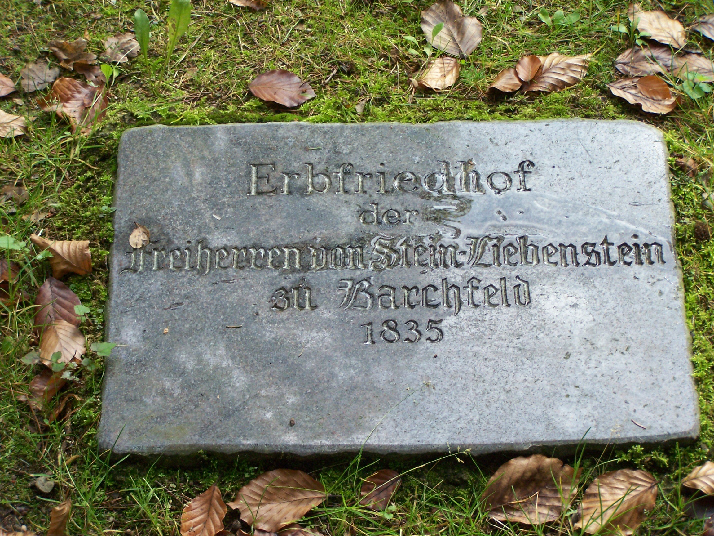
Gedenkstein